# 更別村
更別村（日语：／ Sarabetsu mura */?）位於北海道十勝綜合振興局南部，村裡多數區域為平地及耕地。更別村是日本內閣府、國土交通省等政府機關規劃的多個計畫實施地。村內的上更別地區的油樺生長地(更別濕地)被日本環境省選定為重要濕地。當地以農業和畜牧業為主，生產甜菜、馬鈴薯、菜豆等農產品。
名稱來自阿伊努語「sar-pet」，意思為蘆葦生長茂盛的河川。

## 歷史
- 1947年9月1日：從大正村（現在已併入帶廣市）分割獨立設村。[4][5]
- 1948年4月：幕別町的部分地區（現在的勢雄區、協和區）併入。

## 產業
由於更別村很早就開始推廣機械化的大規模農耕，每戶農戶的平均耕地是十勝支廳中最廣大的。

## 交通

### 機場
- 帶廣機場（位於帶廣市）

### 鐵路
- 北海道旅客鐵道
  - 廣尾線 ：更別車站 - 上更別車站，已於1987年停駛。

### 道路
| 一般國道 - 國道236號 主要地方道 - 北海道道55號清水大樹線 | 道道 - 北海道道210號尾田豐頃停車場線 - 北海道道238號更別幕別線 - 北海道道470號更別停車場線 - 北海道道472號更南更別停車場線 - 北海道道716號駒畠更別線 |

## 觀光景點
- 更別鄉村公園
- 十勝賽道
- 橡樹公園

## 教育

### 高等學校
- 道立北海道更別高等學校

### 中學校
- 更別村立更別中央學校

### 小學校
| - 更別村立上更別小學校 | - 更別村立更別小學校 |

## 姊妹市・友好都市

### 日本
- 矢本町（宮城縣，現已合併為東松島市）